# Rabupura
Rabupura is een nagar panchayat (plaats) in het district Gautam Buddha Nagar van de Indiase staat Uttar Pradesh. 

## Demografie
Volgens de Indiase volkstelling van 2001 wonen er 13.024 mensen in Rabupura, waarvan 53% mannelijk en 47% vrouwelijk is. De plaats heeft een alfabetiseringsgraad van 43%. 